# Dąbie Kolskie
Dąbie Kolskie – nieistniejący już wąskotorowy przystanek osobowy w Dąbiu, w powiecie kolskim, w województwie wielkopolskim, w Polsce. Został wybudowany w 1914 roku przez HF, zamknięty w 1963 roku i zlikwidowany w 1968 roku.